# جون مور (كاتب أمريكي)
جون مور (بالإنجليزية: John Moore)‏ هو كاتب ومهندس أمريكي، ولد في 15 يونيو 1959 في بنسيلفانيا في الولايات المتحدة.